# Inner Wastelands
Inner Wastelands è il primo album del gruppo Gothic metal italiano Dakrua. È stato pubblicato nell'autunno 1999 dalla Scarlet Records.

## Tracce
1. Under The Veils – 6:46
2. Myst – 4:36
3. Amor, Vita, Mors – 5:24
4. Of Chaos – 5:56
5. The Loss – 4:29
6. Inner Wastelands – 3:06
7. Echoes Of... – 0:46
8. ... A Silent Scream – 3:23
9. To The Sun – 2:36
10. A New Morning – 5:46

## Formazione
- Alessandro Buono - chitarra
- Marco Lo Cascio - tastiere
- William Quattrone - voce e basso
- Eva Rondinelli - voce
- Davide Sangiovanni - batteria